# Barata de primavera
Barata de primavera é uma telenovela mexicana produzida por Valentín Pimstein para a Televisa e exibida pelo El Canal de las Estrellas entre 30 de julho de 1975 e 3 de setembro de 1976. 
Foi protagonizada por Jacqueline Andere e Enrique Lizalde e antagonizada por Verónica Castro, Saby Kamalich e Lorenzo de Rodas.  A telenovela teve tanto sucesso que se acrescentou uma segunda parte à trama original contando agora como protagonistas Maricruz Olivier e Joaquín Cordero.
O canal a cabo TLNovelas, pertencente ao grupo Televisa,  anunciou uma reprise desta trama para 4 de janeiro de 2021, dando início à sessão Noches para recordar. No entanto, com chamadas já veiculadas, a novela terminou suspensa e em seu lugar foi escalada uma nova exibição de Los parientes pobres.

## Sinopse
Arturo de la Lama é dono do armazém "La Primavera" e está casado com Adriana, uma mulher má. Enquanto isso, Leticia Reyes é uma jovem humilde que vive com sua mãe Angelica e trabalha como uma vendedora no armazém. 
Leticia descobre que Arturo é o pai dela, que ela nunca conheceu. Quando Arthur está pronto para reconhecê-la, ele cai no coma por causa de um ataque cardíaco causado por Adriana. Eduardo é o gerente do armazém e ex-marido de Adriana, e filho de Javier, um homem medíocre e amargo que ainda não supera que sua esposa, Laura Palmer, uma atriz famosa o tenha deixado. Leticia e Eduardo se apaixonam e se casam, mas Javier lhes diz que dissolvam o casamento, pois Eduardo não é seu verdadeiro filho, mas sim de Arturo. 
Na loja há outra vendedora Karina, jovem e bela, mas muito ambiciosa que busca conquistar Eduardo de todas as maneiras. No entanto, tragicamente morre, assim como a enganada Adriana e Javier, mas não antes de dizer a Eduardo e Leticia que não são irmãos. Agora, sem dúvidas ou obstáculos, Leticia e Eduardo podem finalmente ser felizes.

## Elenco
- Jacqueline Andere - Leticia Reyes
- Enrique Lizalde - Eduardo Lozano
- Verónica Castro - Karina Labrada
- Saby Kamalich - Adriana de la Lama
- Tony Carbajal - Arturo de la Lama
- Lorenzo de Rodas - Javier Lozano
- Carmen Salas - Angélica Reyes
- María Teresa Rivas - Laura Palmer
- Maricruz Olivier - Marcela Grey
- Joaquín Cordero - Alberto Neri
- Javier Marc - Enrique
- Lupita Lara - Gabriela Cortés
- Mario Sauret - José
- Héctor Gómez - Nacho
- Guillermo Murray - Gustavo Silva
- Carlos Piñar - Héctor Lomelí
- Connie de la Mora - Diana
- Juan Antonio Edwards - Carlos
- Cristina Moreno - Vanessa
- Miguel Córcega - Luis Guzmán
- Alicia Montoya - Nana Licha
- Rocío Banquells - Patricia
- Silvia Caos - Elsa Cortés
- Jorge Ortiz de Pinedo - Roberto
- Julio Monterde - Gonzalo Alcocer
- Aurora Molina - Graciela
- Aldo Monti - Fernando Meraz
- Miguel Macía - Germán de la Lama
- Otto Sirgo - Antonio
- Alma Delfina - Marisa
- Silvia Suárez - Beatriz
- Sonia Esquivel - Marisa
- Carlos Monden
- Mary Carmen Martínez
- Claudio Obregón - Rafael Labrada
- Luz Adriana - Martha
- Federico Falcón
- Renata Flores